# Clausius-Clapeyronvergelijking
De Clausius-Clapeyronvergelijking (ook wel: de wet van Clausius-Clapeyron) geeft een verband tussen de temperatuur van lucht en de hoeveelheid water die lucht kan opnemen. Bijvoorbeeld: bij een temperatuurstijging van 1 graad, kan de hoeveelheid water toenemen met 7 procent. Deze wet is relevant voor het kwantificeren van het effect dat de Opwarming van de Aarde heeft voor regen.

## Wetenschappelijke formulering
Voor de faseovergang van pure vloeistoffen of vaste stoffen naar gassen geldt bij lage druk de volgende vorm van de clausius-clapeyronvergelijking, vernoemd naar Rudolf Clausius en Benoit Clapeyron:
{\displaystyle {\frac {\mathrm {d} \ln {p/p^{o}}}{\mathrm {d} T}}={\frac {\Delta _{vap}H}{RT^{2}}}={\frac {\Delta _{vap}S}{RT}}}
Hierin is p de verzadigde dampdruk in Pa, p° de standaarddruk in Pa (101325 Pa), T de absolute temperatuur, R de gasconstante (8,3145 J/(mol K)), ΔvapH de verdampingswarmte in J/mol en ΔvapS de verdampingsentropie in J/mol.K.
De vergelijking geeft aan dat stoffen met een hoge verdampingswarmte snel in druk stijgen met toenemende temperatuur.
Voor drukken boven de 1 bar wijkt de vergelijking af. In die situatie geldt de meer algemene vergelijking, welke Clapeyron heeft afgeleid:
{\displaystyle {\frac {\mathrm {d} p}{\mathrm {d} T}}={\frac {\Delta _{vap}H}{T\Delta _{vap}V}}}
Hierin is ΔvapV het molaire gasvolume minus het molaire volume van de vloeistof of vaste stof.
Deze vergelijking is om te schrijven als een dimensieloze verhouding tussen arbeid en enthalpie:
{\displaystyle {\frac {T}{p}}{\frac {\mathrm {d} p}{\mathrm {d} T}}={\frac {\Delta _{vap}H}{p\Delta _{vap}V}}=1+{\frac {\Delta _{vap}U}{p\Delta _{vap}V}}}
waarin ΔvapU het inwendige energieverschil is tussen gas en vloeistof of vaste stof. De vergelijking geeft aan dat om van 1 mol vloeistof 1 mol gas te maken niet alleen energie nodig is om de bindingen tussen de moleculen te verbreken, maar ook arbeid om de moleculen te verplaatsen (dat wil zeggen expansie). Bij een lage temperatuur is de inwendige energie hoog ten gevolge van de hoge aantrekkende krachten tussen de moleculen en is de arbeid vrijwel gelijk aan pVgas omdat het vloeistofvolume te verwaarlozen is ten opzichte van het gasvolume.
Met de gelijkheid ΔvapH = T ΔvapS is de clapeyronvergelijking ook uit te schrijven als
{\displaystyle {\frac {T}{p}}{\frac {\mathrm {d} p}{\mathrm {d} T}}={\frac {T\Delta _{vap}S}{p\Delta _{vap}V}}}
Dicht in de buurt van de kritische temperatuur wordt het verschil tussen vloeistof en gasfase steeds kleiner en daarmee het verschil in energie en volume. Toch blijkt in het kritische punt dat de verhouding niet naar nul gaat, maar dat zij tussen de 6 en 9 komt te liggen.
Om makkelijk te rekenen met de vergelijking van Clausius-Clapeyron, kunnen er bij lage druk twee aannames gemaakt worden bij vloeistof- naar gas-faseovergang en vast- naar gas-faseovergang:
- ΔtrsVm=Vm,damp. Dit kan omdat bij lage drukken (nabij atmosferisch) het molaire volume van de vloeistof of vaste fase veel kleiner is dan het molaire volume van de gasfase.
- De damp gedraagt zich als een ideaal gas: Vm=RT/p,
dus:
{\displaystyle {\frac {\mathrm {d} p}{p\mathrm {d} T}}={\frac {\Delta _{\mathrm {trs} }H_{\mathrm {m} }}{RT^{2}}}},
omwerken met {\displaystyle {\frac {\mathrm {d} x}{x}}=\mathrm {d} \ln x} geeft
{\displaystyle {\frac {\mathrm {d} \ln p}{\mathrm {d} T}}={\frac {\Delta _{\mathrm {trs} }H_{\mathrm {m} }}{RT^{2}}}}